# Vibreur de manche

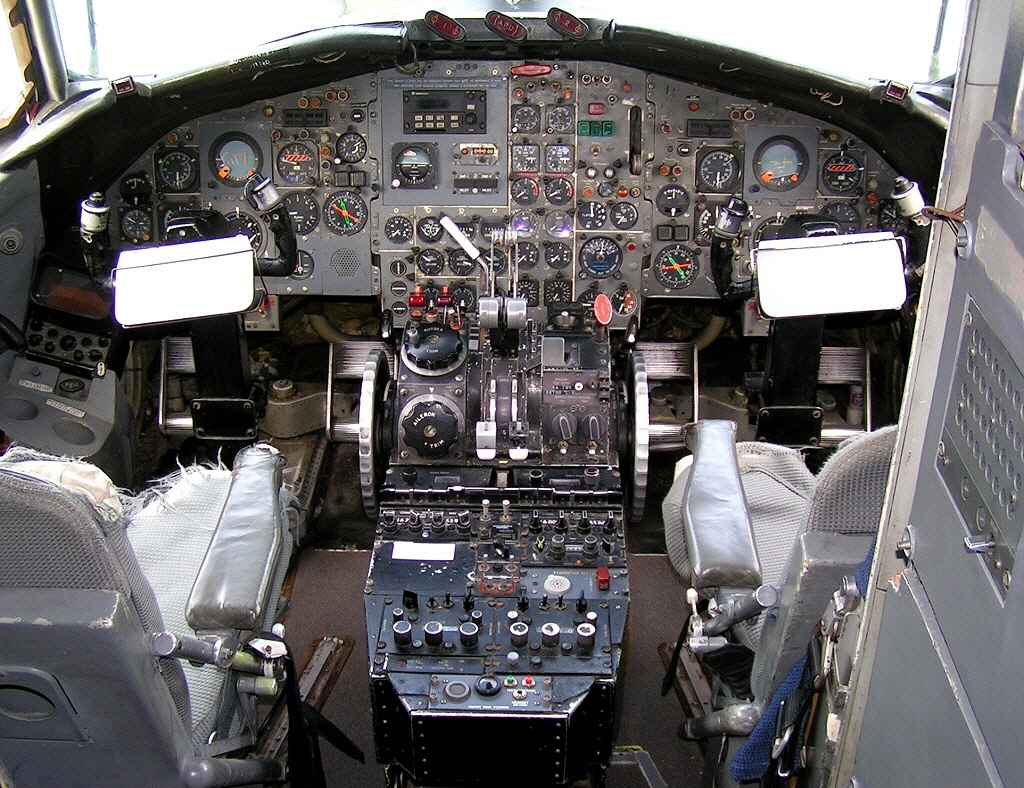
Le cockpit du BAC-111 a été équipé d'un vibreur et d'un poussoir de manche à la suite d'un accident en 1963.

Un vibreur de manche, avertisseur de décrochage ou stick-shaker en anglais, est un dispositif mécanique d'alerte conçu pour faire vibrer, de façon perceptible et bruyante, le manche de commande (« stick » en anglais) d'un avion lorsqu'un décrochage aérodynamique est imminent, permettant ainsi d'attirer l'attention du pilote. Il est généralement présent sur les plus gros avions civils et militaires.
Le vibreur de manche est un élément clé du système de protection contre le décrochage d'un avion. Plusieurs accidents aériens imputables à des décrochages ont incité les organismes de réglementation de l'aviation, en tête desquels la Federal Aviation Administration (FAA, agence gouvernementale américaine en charge de l'aviation civile), à établir des exigences pour que certains avions soient équipés de dispositifs de prévention contre le décrochage, tels que le vibreur de manche et le pousseur de manche, afin de réduire le risque de décrochage. Bien que le vibreur de manche soit devenu largement répandu parmi les avions de ligne et les gros avions de transport, ce dispositif n'est pas infaillible et nécessite que le personnel navigant soit correctement formé sur son fonctionnement et sur la manière de réagir à son activation. Plusieurs accidents d'avions entrant en décrochage se sont produits alors que ces derniers étaient équipés de vibreurs de manche fonctionnant correctement, et ce principalement à cause de réactions inappropriées des pilotes face au risque de décrochage.

## Histoire

Animation montrant le tangage d'un avion par l'action de l'élévateur à l'arrière de l'appareil. Dans une situation de décrochage, l'angle d'incidence de l'appareil est trop élevé et ne permet plus d'assurer sa portance.

Lorsqu'un aéronef approche un angle d'incidence trop important, l'écoulement de l'air qui était alors "attaché" aux deux facettes de l'aile et permettait la portance de l'appareil devient perturbé, il se "décroche" des facettes de l'aile et la portance n'est plus assurée.
Selon la taille ou la conception de l'avion, cet air turbulent impacte généralement l'élévateur à l'arrière de l'avion, ce qui provoque à son tour des vibrations qui sont transmises par les câbles de commande qui traversent l'avion jusqu'au manche et peuvent alors être ressenties comme des secousses violentes par le pilote. Ces vibrations du manche de commande sert d'avertissement précoce "naturel" (car pas d'origine mécanique) aux pilotes qu'un décrochage risque de se produire.
Pour les très gros avions, les avions à commandes de vol électriques et certains avions dotés d'une conception d'empennage complexe, il n'y a pas de sensation de vibration sur le manche de commande, soit car l'air turbulent n'atteint pas l'élévateur, soit parce que le mouvement de l'élévateur dû à l'air turbulent n'est pas transmis au manche de commande. De fait, les pilotes sont privés d’un des premiers avertisseur indiquant qu’ils sont sur le point d’entrer en décrochage.
Le développement des vibreurs de manche a débuté dès 1949. L'avionneur Boeing a été parmi les premiers à résoudre ce problème en créant un dispositif mécanique, appelé stick shaker, qui secoue le manche de la même manière qu'il aurait été secoué naturellement dans les petits avions lorsque ceux-ci s'approchent de leur angle d'attaque critique.
En 1963, un prototype d'avion de ligne BAC One-Eleven fut perdu après s'être écrasé lors d'un vol d'essai . Les pilotes ont poussé l'avion, conçu avec un empennage en T, jusqu'au décrochage comme c'était prévu dans le cadre du vol d'essai. Toutefois, le flux d'air turbulent a rendu le contrôle de l'élévateur inutilisable, et a plongé l'appareil dans une chute verticale qui s'est terminée par un crash. À la suite de cet accident, un système combinant vibreur et poussoir de manche a été installé sur tous les avions de ligne BAC One-Eleven de série. Une conséquence plus large de l'accident a été l'instauration d'une nouvelle exigence portant sur la capacité du pilote à identifier et à surmonter les conditions de décrochage,.
À la suite du crash du vol 191 d'American Airlines le 25 mai 1979, la Federal Aviation Administration (FAA) a émis une consigne de navigabilité, qui imposa l'installation de vibreurs de manche sur les deux commandes de vol (pilote et copilote) des avions triréacteur McDonnell Douglas DC-10, (auparavant, seules les commandes du commandant de bord étaient équipées d'un vibreur de manche sur le DC-10 ; dans le cas du vol 191, cet unique vibreur de manche avait été désactivé par une panne électrique au début de l'accident). En plus de leurs obligations réglementaires, plusieurs constructeurs d'avions ont conçu leurs propres systèmes de protection contre le décrochage, dont beaucoup incluent un vibreur de manche,.

## Fonction dans les systèmes de protection contre le décrochage
Le vibreur de manche est un élément majeur du système de protection contre le décrochage d'un avion. Le système est composé de capteurs d'angle d'incidence montés sur le fuselage ou sur l'aile, qui sont connectés à un ordinateur avionique, qui reçoit les informations des capteurs ainsi que de divers autres systèmes de vol. Lorsque ces données indiquent une condition de décrochage imminente, l'ordinateur actionne à la fois le vibreur de manche et une alerte sonore ("stall stall stall"). Le vibreur lui-même est composé d'un moteur électrique relié à un volant d'inertie. Lorsqu'il est actionné, le vibreur provoque des secousses puissantes, bruyantes et indissociables du manche de commande. Ces secousses reproduisent en fréquence et en intensité celles produites naturellement dans les petits avions lorsque le flux d'air perturbé vient heurter l'élévateur, peu avant que le décrochage n'ait lieu. Le tremblement du manche est déclenché en complément de l'alerte vocale de décrochage.

### Pousseur de manche
Un autre système de prévention du décrochage est le pousseur de manche, un dispositif qui pousse automatiquement vers l'avant le manche de commande, abaissant le nez de l'appareil et réduisant donc son angle d'incidence, évitant ainsi à l'avion d'entrer dans un décrochage. Dans la majorité des cas, le pousseur de manche s'activera peu de temps après que le vibreur de manche ait émis son avertissement et uniquement en l'absence d'action du pilote, il ne s'activera pas si l'équipage a effectué les actions appropriées pour éviter le décrochage,.
La plupart des  compagnies aériennes rendent obligatoire l'activation des systèmes de protection contre le décrochage d'un avion (vibreur et pousseur de manche) tout au long du vol, ces dispositifs sont testés avant le décollage et font donc partie des check-list de contrôle au démarrage.

## Audio
Lors de l'activation du vibreur de manche, la vibration mécanique entraîne un bruit suffisamment fort pour être capté par les enregistreurs de conversations de poste de pilotage (CVR). Ce niveau élevé de bruit est intentionnel, l'intensité de la vibration ayant été conçue pour être impossible à ignorer. Une alerte sonore ("stall stall stall") est également déclenchée en amont et lors du décrochage.

## Facteur humain
Au cours des années 2000, une série d'accidents ont été attribués, au moins en partie, à des réactions inappropriées des membres de l'équipage à la suite de l'activation des systèmes d'avertissement de décrochage,. En réponse à cette vague d'accidents, la FAA a publié des directives exhortant les compagnies aériennes à s'assurer que l'équipage naviguant reçoivent une formation adéquate sur les alertes et les correctifs à mettre en place,.